# Leo Chiosso
Leo Matteo Chiosso (Chieri, 8 agosto 1920 – Chieri, 25 novembre 2006), agli inizi della carriera raramente accreditato come Roxy Bob, fu un autore televisivo, drammaturgo, paroliere e, in gioventù, rugbista a 15 nella formazione del GUF Torino con cui fu vicecampione nazionale nel 1941.
Noto anche per la sua collaborazione con Fred Buscaglione, dopo la morte di quest'ultimo collaborò con altri compositori scrivendo canzoni divenute notissime nel panorama musicale italiano (si citano ad esempio Parole parole per Mina, o Torpedo blu per Giorgio Gaber).
Autore anche di numerosi programmi televisivi (tra cui Le avventure di Laura Storm e un'edizione di Canzonissima), ha lavorato fino agli ultimi anni di vita e ha due figli: Fred e Giorgio. Il primogenito Fred, chiamato così in onore di Buscaglione, è attualmente il custode della sua eredità culturale e del suo patrimonio artistico tramite l'associazione Leo Chiosso, da lui fondata nel 2013 e proprio grazie alla sua attività, il 18 novembre 2023, a Chieri è stato intitolato a Leo Chiosso l'auditorium comunale. Successivamente, il 21 novembre dello stesso anno, il Comune di Torino ha dedicato alla sua memoria il giardino di largo Montebello in borgo Vanchiglia. Il secondogenito Giorgio, nato il 18 giugno 1965, dopo la morte del padre ha curato l'edizione del libro Fred Buscaglione - i giorni di Fred edito da Mondadori e pubblicato nel 2007.

## Biografia

### Gli inizi
Nato a Chieri da una famiglia originaria di Pralormo, ai tempi del liceo iniziò a scrivere poesie pubblicate sul Lambello, il mensile dei giovani universitari fascisti.
L'incontro tra Chiosso e Buscaglione avvenne nel 1936: Buscaglione studia contrabbasso con il maestro Gino Filippini presso il Conservatorio Giuseppe Verdi di Torino, e per sbarcare il lunario si esibisce nei night come cantante e musicista jazz, genere musicale di cui Chiosso è appassionato.
Nel 1938 Chiosso debutta come attore comico nella rivista Giovanotti in aula, di Arnaldi e Cavur, e in quest'occasione conosce Angelo Nizza e Riccardo Morbelli, già autori celeberrimi per la trasmissione radiofonica I Quattro Moschettieri, notevole successo degli anni '30, con i quali inizia a collaborare scrivendo alcune scenette.
Universitario in giurisprudenza, entrò nel ruolo di tallonatore nella formazione rugbistica del GUF Torino, la squadra del gruppo sportivo dell'ateneo; dopo la laurea fu chiamato alle armi come sottotenente degli alpini a Bassano del Grappa, ed è qui che, l'8 settembre 1943, viene catturato dai tedeschi ed è deportato in Polonia dove conosce e diventa amico di Giovanni Guareschi, mentre Buscaglione è internato dagli statunitensi in Sardegna.

Chiosso, Buscaglione e Gino Latilla nel 1958

Fu grazie alla radio che Chiosso ebbe notizie dell'amico: Buscaglione era stato assegnato alla band della radio alleata di Cagliari, e sentendolo suonare Chiosso capì che era ancora vivo.
Chiosso e Buscaglione si ritrovarono a Torino, dopo la fine della guerra, ed iniziarono a scrivere canzoni: i testi traevano ispirazione dai romanzi polizieschi americani, di cui Chiosso era un avido lettore, ma anche dall'attualità e dalla cronaca, parlavano con ironia di bulli e pupe, di New York e di Chicago, di duri spietati con i nemici ma sempre in balia delle donne, e calzavano a pennello al personaggio di simpatico spaccone che Buscaglione si stava costruendo.

Le canzoni però non vengono valorizzate dai discografici dell'epoca, anche perché distanti dal gusto comune; è Gino Latilla che per primo ha fiducia in loro, decidendo nel 1953 di cantare una loro canzone, Tchumbala Bey, e di farne fare l'arrangiamento allo stesso Buscaglione; il successo di questo brano fa sì che Latilla riesca nel 1954 a far firmare a Buscaglione un contratto con la Cetra, producendogli un extended play (disco a 45 giri con quattro canzoni): è l'inizio della carriera dei due artisti.

### I successi
Il primo grande successo della coppia Buscaglione-Chiosso fu Che bambola del 1956, la canzone che portò Buscaglione alla celebrità; a questa ne seguirono molte altre, tra cui Che notte, Criminalmente bella, Il dritto di Chicago, Eri piccola così, Lontano da te, Love in Portofino, Porfirio Villarosa, Sgancia e pedala, Teresa non sparare, Whisky facile.

La loro ultima collaborazione fu il film Noi duri del 1960, interpretato da Buscaglione e Totò; Chiosso fu autore del soggetto e della sceneggiatura del film, nonché di due canzoni della colonna sonora, Noi duri e Ninna nanna del duro.

Il film era ancora in lavorazione quando Buscaglione morì improvvisamente in un incidente d'auto.

### Dopo Buscaglione
Dopo la morte dell'amico, Leo Chiosso proseguì la sua carriera firmando altri successi: in campo musicale, fu l'autore di canzoni famose come Parole, parole, portata al successo da  Mina, Una ragazza in due, Montecarlo, Torpedo blu, eseguita da Giorgio Gaber.
È stato autore di moltissimi programmi televisivi, tra cui l'edizione del 1962 di Canzonissima (con Dario Fo e Vito Molinari), La tintarella (con Italo Terzoli e Gino Bramieri), Stasera Rita (con Lina Wertmüller e Antonello Falqui), Teatro 10, Per una sera d'estate, Più che altro un varietà, Buonasera con Macario, co-autore e regista Mauro Macario ,e con Gustavo Palazio, la trilogia di spettacoli condotti dal Quartetto Cetra dal 1970 al 1973 (Jolly, Stasera sì e L'occasione). È stato autore con Camillo Mastrocinque della miniserie televisiva Le avventure di Laura Storm (1965-1966, con Lauretta Masiero e Aldo Giuffré), e con Sergio D'Ottavi, della serie televisiva Nemici per la pelle, con Renato Rascel e Giuditta Saltarini (1980-1981).
Inoltre ha scritto molti spettacoli teatrali, come Scusa mi presti tua moglie per Nino Taranto e Il marito in collegio.
Ha lavorato anche per il cinema come sceneggiatore e soggettista, e come giornalista ha collaborato con La Stampa, Paese Sera e Il Messaggero.
Ha inoltre pubblicato libri per l'infanzia come Piccoli e scuri nostri fratelli castori (premio Andersen nel 1974), Kuore - Una molotov per De Amicis, il libro di racconti Fiat blues, ambientato a Torino, e la raccolta di poesie Tempo stracciato, nel 1989, per la Reverdito Editore. Scrisse anche il testo di alcune canzoni dello Zecchino d'Oro, come Il lungo, il corto, e il pacioccone (musicata da Gorni Kramer) e Il topo Zorro.
Dopo aver vissuto per più di trent'anni a Roma, negli ultimi anni tornò a Pralormo (TO), paese d'origine della sua famiglia. Morì a Chieri il 25 novembre 2006.
 Pochi mesi dopo è stato pubblicato dalla Mondadori un volume su cui stava lavorando nell'ultimo periodo della sua vita che si intitola I giorni di Fred. Al funerale hanno partecipato alcuni amici come Gipo Farassino, Cino Tortorella, Alberto Testa, Gianni Ferrio.

## Omaggi
- Il Comune di Torino gli ha intitolato il giardino di Largo Montebello, nel quartiere Vanchiglia, in data 21 novembre 2023.[2]
- Il Comune di Chieri gli ha intitolato l'auditorium cittadino situato nel centro città, in data 18 novembre 2023.[3]

## Alcune canzoni scritte da Leo Chiosso
| Anno | Titolo                             | Autori del testo               | Autori della musica                        | Interpreti                                              |
| ---- | ---------------------------------- | ------------------------------ | ------------------------------------------ | ------------------------------------------------------- |
| 1953 | Tchumbala-bey                      | Leo Chiosso                    | Fred Buscaglione                           | Gino Latilla                                            |
| 1956 | Che bambola!                       | Leo Chiosso                    | Fred Buscaglione                           | Fred Buscaglione                                        |
| 1956 | Butta la chiave                    | Leo Chiosso                    | Peter Van Wood                             | Peter Van Wood                                          |
| 1957 | Teresa non sparare                 | Leo Chiosso                    | Fred Buscaglione                           | Fred Buscaglione                                        |
| 1958 | Eri piccola così                   | Leo Chiosso                    | Fred Buscaglione                           | Fred Buscaglione                                        |
| 1958 | 'a coda 'e cavallo                 | Leo Chiosso                    | Fred Buscaglione                           | Fred Buscaglione                                        |
| 1958 | Supermolleggiata                   | Leo Chiosso                    | Fred Buscaglione                           | Fred Buscaglione                                        |
| 1958 | Moreto moreto                      | Leo Chiosso                    | Fred Buscaglione                           | Fred Buscaglione                                        |
| 1959 | Tu che ne dici                     | Leo Chiosso                    | Fred Buscaglione                           | Fred Buscaglione                                        |
| 1960 | Noi duri                           | Leo Chiosso                    | Fred Buscaglione                           | Fred Buscaglione                                        |
| 1960 | Ninna nanna del duro               | Leo Chiosso                    | Fred Buscaglione                           | Fred Buscaglione                                        |
| 1960 | Coriandoli                         | Leo Chiosso                    | Roberto Livraghi                           | Mina                                                    |
| 1960 | Johnny Vitamina                    | Leo Chiosso                    | Fred Buscaglione                           | Johnny Dorelli                                          |
| 1961 | Bum! Ahi! (Che colpo di luna!)     | Leo Chiosso                    | Lelio Luttazzi                             | Mina                                                    |
| 1961 | Soltanto ieri!                     | Leo Chiosso                    | Lelio Luttazzi                             | Mina                                                    |
| 1961 | Canto (anche se sono stonato)      | Leo Chiosso                    | Lelio Luttazzi                             | Lelio Luttazzi                                          |
| 1961 | Legata ad uno scoglio              | Leo Chiosso                    | Lelio Luttazzi                             | Lelio Luttazzi                                          |
| 1961 | Chiedimi tutto                     | Leo Chiosso                    | Lelio Luttazzi                             | Lelio Luttazzi                                          |
| 1961 | Montecarlo                         | Leo Chiosso                    | Pino Calvi                                 | Johnny Dorelli                                          |
| 1962 | L'ombrello                         | Leo Chiosso                    | Pino Calvi                                 | Johnny Dorelli e Gloria Christian                       |
| 1962 | Quando finisce un amore            | Leo Chiosso                    | Federico Polito                            | Teddy Reno                                              |
| 1962 | Stringimi forte i polsi            | Leo Chiosso e Dario Fo         | Fiorenzo Carpi                             | Mina                                                    |
| 1964 | Canzone d'amore                    | Leo Chiosso                    | Pino Calvi                                 | Renata Mauro                                            |
| 1964 | Con me vivrai l'estate             | Leo Chiosso                    | Achille Ovale                              | Vasso Ovale                                             |
| 1964 | Non ti cerco più                   | Leo Chiosso                    | Achille Ovale                              | Vasso Ovale                                             |
| 1965 | Credi                              | Leo Chiosso                    | Edwards-Weiss                              | Iva Zanicchi                                            |
| 1965 | Divorzio alla milanese             | Leo Chiosso                    | Giorgio Gaber                              | Gianna                                                  |
| 1965 | Stasera con te                     | Leo Chiosso e Lina Wertmüller  | Franco Pisano                              | Rita Pavone                                             |
| 1966 | La bretella                        | Leo Chiosso e Lina Wertmüller  | Lelio Luttazzi                             | Rita Pavone                                             |
| 1966 | Una ragazza in due                 | Leo Chiosso                    | Mitch Murray e Robin Conrad                | I Giganti                                               |
| 1966 | L'appassionata                     | Leo Chiosso                    | Guy Marchand                               | Enzo Jannacci                                           |
| 1967 | Generalmente                       | Leo Chiosso                    | Alceo Guatelli                             | I Funamboli                                             |
| 1967 | È ora di dire la verità            | Leo Chiosso                    | Alceo Guatelli                             | Lalla Castellano                                        |
| 1967 | Ragazzo di ieri                    | Leo Chiosso                    | Barimar                                    | Vanna Scotti                                            |
| 1968 | Torpedo blu                        | Leo Chiosso                    | Giorgio Gaber                              | Giorgio Gaber                                           |
| 1970 | Un uomo col cappello sugli occhi   | Leo Chiosso                    | Gianni Ferrio                              | Mina                                                    |
| 1968 | Il lungo, il corto e il pacioccone | Leo Chiosso                    | Gorni Kramer                               | Gianluca Calderari, Massimo Colucci e Leonardo Barsotti |
| 1970 | Un sabato o l'altro                | Leo Chiosso                    | Pino Pisano                                | Paulin                                                  |
| 1971 | Stasera sì                         | Leo Chiosso e Gustavo Palazio  | Mario Bertolazzi e Antonio Virgilio Savona | Quartetto Cetra                                         |
| 1971 | T'ho vista su una moto             | Leo Chiosso e Gustavo Palazio  | Mario Bertolazzi e Antonio Virgilio Savona | Quartetto Cetra                                         |
| 1971 | Quando lei                         | Leo Chiosso e Gustavo Palazio  | Mario Bertolazzi e Antonio Virgilio Savona | Quartetto Cetra                                         |
| 1971 | Chissà come farà                   | Leo Chiosso e Gustavo Palazio  | Mario Bertolazzi e Antonio Virgilio Savona | Quartetto Cetra                                         |
| 1971 | Hai ragione tu                     | Leo Chiosso                    | Claudio Cavallaro                          | Marcella Bella                                          |
| 1972 | L'ultimo bar                       | Leo Chiosso                    | Mario Piovano                              | Donatella Moretti                                       |
| 1972 | Corri ragazzo                      | Leo Chiosso e Maurizio Jurgens | Franco Pisano                              | Donatella Moretti                                       |
| 1972 | Parole, parole                     | Leo Chiosso e Giancarlo Del Re | Gianni Ferrio                              | Mina e Alberto Lupo                                     |
| 1973 | Ma come ho fatto?                  | Leo Chiosso                    | Bruno Canfora                              | Ornella Vanoni                                          |
| 1973 | Oltre l'acqua del fiume            | Leo Chiosso                    | Piero Umiliani                             | Zeudi Araya                                             |
| 2003 | Quando piove sulla spiaggia        | Leo Chiosso                    | Gregorio Alicata                           | Gregorio Alicata                                        |